# Cerbalus aravaensis
Cerbalus aravaensis là một loài nhện trong họ Sparassidae.
Loài này thuộc chi Cerbalus. Cerbalus aravaensis được Gershom Levy miêu tả năm 2007.